# Kairosoft
 Kairosoft — японский разработчик видеоигр. Компания разработала ряд мобильных игр для японского рынка и добилась большого успеха в портировании их на современные операционные системы iOS и Android.

## История
Kairosoft основан в 1996 году, в настоящее время офис компании находится в Токио. Первоначально они разрабатывали симуляторы для Windows, но в 2001 году перешли к разработке мобильных симуляторов для японского рынка мобильных телефонов, который был гораздо более развит, чем американский.
С выпуском игры Game Dev Story для iOS и Android в 2010 году, Kairosoft попал в первую десятку по продажам приложений для iPhone за первую неделю. Компания Kairosoft продолжает портировать игры, которые она ранее разрабатывала для других платформ.